# شعارهای اعتراضات دی ۱۳۹۸ ایران
شعارهای اعتراضات دی ۱۳۹۸ ایران مجموعه شعارهایی است که معترضان در اعتراضات دانشجویی، مردمی و ضد حکومتی دی‌ماه ۱۳۹۸ سر داده‌اند. این اعتراضات از ۲۱ دی به‌دنبال سرنگون کردن پرواز شماره ۷۵۲ هواپیمایی بین‌المللی اوکراین در تاریخ ۱۸ دی ۱۳۹۸ (۸ ژانویه ۲۰۲۰) توسط پدافند هوایی سپاه پاسداران و کتمان آن از طرف حکومت جمهوری اسلامی ایران شکل گرفت. عمدهٔ شعارها علیه علی خامنه‌ای و سپاه پاسداران و درخواست استعفا و محاکمه آنان است. شعارهای سرداده شده در این اعتراضات نسبت به اعتراضات آبان ۱۳۹۸ تندتر بود.

## فهرست شعارها بر پایهٔ موضوع

### شعارهای ضد نظام جمهوری اسلامی
- «جمهوری اسلامی؛ نمی‌خوایم نمی‌خوایم»[۲][۵]
- «جمهوری اسلامی، نابود باید گردد»[۶]

### شعارهای ضد رهبر جمهوری اسلامی
- «ننگ ما، ننگ ما، رهبر الدنگ ما»[۵]
- «این ماه ماهِ آخره، سید علی وقت رفتنه»[۵]
- «کشته ندادیم که سازش کنیم/رهبر قاتل رو ستایش کنیم»[۲][۵][۷][۸]
- «توپ تانک فشفشه، رهبر باید گم بشه»[۲][۵]
- «فرمانده کل قوا/استعفا، استعفا»[۲][۵]
- «رهبر بی‌کفایت/ استعفا، استعفا»[۸]
- «دانشجو بیدار است/از سیدعلی بیزار است»[۵]
- «خونی که در رگ ماست/ خوراکِ رهبر ماست»[۹]
- «مرگ بر خامنه‌ای»[۱۰]
- «مرگ بر دیکتاتور»[۲][۷][۱۱]
- «سپاه جنایت می‌کنه/ رهبر حمایت می‌کنه»[۱][۵]
- «این همه سال جنایت/ مرگ بر این ولایت»[۱]

### شعارهای ضد سپاه پاسداران
- «حکومت سپاهی/ نمی‌خوایم، نمی‌خوایم»[۱۲]
- «سپاهی حیا کن، مملکتو رها کن»[۷][۱۱]
- «سپاه بی‌کفایت، مایه ننگ ملت»[۷][۱۱]
- «سپاه بی‌کفایت/ عامل قتل ملت»[۲][۵]
- «دیکتاتور سپاهی، داعش ما شمایی»[۷][۱۱]
- «بسیجی، سپاهی/ داعشِ ما شمایی»[۱۲]
- «سپاه جنایت می‌کنه، رهبر حمایت می‌کنه»[۵]
- «بسیجی حیا کن/ مملکتو رها کن»[۲]

### شعارهای ضد ولایت فقیه
- «این همه سال جنایت، مرگ بر این ولایت»[۱۱]
- «مرگ بر اصل ولایت فقیه»[۱۳]

### شعارهای ضد روحانیت
- «نخبه‌هامون رو کشتند، آخوند به جاش گذاشتند»[۲][۵]
- «توپ، تانک، فشفشه/آخوند باید گم بشه»[۱۰]
- «آخوند سرمایه‌دار، پول ما رو پس بیار»[۱۴]

### دربارهٔ همبستگی معترضان
- «ایستاده‌ایم در سنگر، دانشجو و کارگر»[۱۵]
- «دانشجو، کارگر/علیه ستمگر»

### خطاب به مأموران امنیتی و سرکوب‌گران
- «بی‌شرف، بی‌شرف»[۵]
- «توپ، تانک، اشک‌آور/ دیگر اثر ندارد»[۵]

### فراخواندن مردم به حمایت از اعتراضات
- «ایرانی با غیرت/ حمایت حمایت»[۵]
- «ملت چرا نشستی؟ منجی خود تو هستی»[۱۲]

### دربارهٔ رفراندوم

#### مطالبه رفراندوم
- «رفراندوم، رفراندوم/تنها راه نجات ایران»[۵]
- «رفراندوم، رفراندوم/راه نجات مردم»[۸][۱۲]
- «قانون اساسی/ رفراندوم رفراندوم»[۷]

#### مخالفت با رفراندوم در نظام فعلی
- «نه رفراندوم، نه اصلاح/اعتصاب، انقلاب»[۱۶]
- «اصلاحات، رفراندوم/رمز فریب مردم»[۱۴]

### شعارهای مربوط به جناح‌های سیاسی جمهوری اسلامی
- «اصلاح‌طلب، اصول‌گرا دیگه تمومه ماجرا»[۱۴]

### شعارهای ضد قاسم سلیمانی
- «سلیمانی قاتله، رهبرش هم جائره»[۱۰]
- «سلیمانی قاتله، رهبرشم جاهله»[۱]

### دربارهٔ کشته‌شدگان اعتراضات
- «می‌کشم می‌کشم/ آنکه برادرم را کشت»[۵]
- «۱۵۰۰ نفر/کشتهٔ آبان ماست»[۲][۵][۱۴]

### اشاره به اعتراضات سراسری دی ۱۳۹۶ و آبان‌ماه ۱۳۹۸
- «۱۵۰۰ نفر/کشتهٔ آبان ماست»[۵]
- «چه دی باشه چه آبان، پیکار کفِ خیابان»[۱۴]

### همبستگی با دیگر اعتراضات مردمی منطقه
- «از تهران تا بغداد، شعار ما انقلاب»[۱۴]
- «از ایران تا بغداد/فقر، ستم، استبداد»[۱۴]

### اعلام همبستگی با سیل‌زدگان سیستان و بلوچستان
- «برادر سیل‌زده، حمایتت می‌کنیم»[۱۴]
- «بلوچستان تو آبه، رژیم دستش چماقه»[۱۴]

### دسته‌بندی نشده
- «نان، کار، آزادی، حکومت شورایی»[۵]
- «مرگ بر ستمگر، چه شاه باشه چه رهبر»[۵]
- «به من نگو فتنه‌گر، فتنه تویی ستمگر»[۷][۸][۱۲]
- «بسیجی بی‌غیرت، عامل فقر ملت»[۱۰]
- «ما بچه‌های جنگیم، بجنگ تا بجنگیم»[۱۰]
- «بترسید، بترسید، ما همه با هم هستیم» (خطاب به حکومت)[۱۰]
- «غلط کردید، خطا کردید»[۱۷]
- «دشمن ما همین‌جاست، دروغ می‌گن آمریکاست»[۱۱]
- «این انتقام سخت رو، از من و تو می‌گیرن»[۱۸]
- «بمب و موشک نخواستیم، مسئول دزد نخواستیم»[۶]
- «مرگ بر دروغ‌گو»[۱]

## شعر وعده
شعر وعده از ایرج میرزا با مطلع «هر وعده که دادند به ما باد هوا بود؛ هر نکته که گفتند غلط بود و ریا بود» قطعه شعر کوتاهی بود که در جریان اعتراضات توسط معترضان هم‌خوانی می‌شد.